# Maria Mullerat i Bassedas
María Mullerat i Bassedas (Cambrils, 2 d'octubre de 1903 – Barcelona, 18 de desembre de 1996), filla de Josep Mullerat i Segura i Concepció Bassedas i Ferré, va ser una mestra catalana d'ensenyament primari i educació especial, pionera en l'àmbit de l'educació d'infants amb discapacitat.

## Formació i activitat professional
Al 1933 va començar la carrera de Magisteri. Durant la guerra civil va treballar com a mestra municipal –al Grup Escolar núm. 55 de la Generalitat  i a l'Escola Laboratoris Vilajoana. Va ser nomenada per al càrrec de Mestra interina de l'Escola Municipal de Deficients, en mèrits de concurs-oposició l'any 1938. Disposava del permís de conduir des de l'agost de 1929 i dominava el francès i l'alemany.
Per encàrrec de la Regidoria de Cultura viatjà per Catalunya, amb un salconduit emès per la Generalitat, amb data de 20 de novembre de 1936, que l'autoritzava a circular lliurement pel país –menys en zones frontereres i de guerra– per detectar els problemes que afectaven els alumnes de les escoles municipals. Després viatjà a França, Suïssa i Alemanya, on visità diverses institucions escolars d'atenció a nenes i nens amb discapacitats intel·lectuals i conegué les pedagogies actives dels mètodes Montessori, Decroly i Fröbel. Va fer cursos d'educació especial a Berlín i Barcelona i a començaments dels anys cinquanta, un curs de psiquiatria a París.

## Mestra d'educació especial
A la dècada dels anys quaranta, mentre treballava l'àrea del llenguatge amb un grup de nens a la Clínica Mental Tres Torres, conegué Vicenta Verdú i Nogueroles, que ja seria la seva col·laboradora permanent en aquesta tasca. Aviat van començar a treballar al seu pis del carrer de Còrsega de Barcelona, amb infants sovint mal diagnosticats amb els quals intentaven treballar la reeducació fonètica i motriu i el reforç educatiu.
Més endavant, al 1948, es traslladaren a un pis més gran del carrer de París, 165, de Barcelona, on l'any 1963 quedaria autoritzada la «Institució Mullerat» per a l'ensenyament no estatal del cicle de primària, que atenia una trentena d'infants, amb el suport d'auxiliars i metges especialistes, entre els quals la doctora Júlia Coromines, o els seus germans, el doctor Josep Maria Mullerat i el pedagog terapèutic Ramon Mullerat.
L'any 1969 es constituí la Asociación de padres para niños con disminución psíquica i a la dècada de 1970, ASPASIM, per a l'atenció i la inclusió integral de persones amb discapacitats intel·lectuals greus, una entitat que encara treballa actualment com a ASPASIM, Atenció a la Discapacitat Psíquica, amb seu a Vallvidrera des de 1985.
L'any 1972, Maria Mullerat va comprar la masia de Can Móra, registrada al Catàleg Patrimonial de la ciutat de Barcelona, que oferia un espai sa i acollidor on podrien viure alguns alumnes, a més de disposar d'un jardí i un espai per fer tallers ocupacionals. L'estada a Can Móra establí vincles amb les institucions i les persones del barri del Coll i es crearen activitats col·laboratives amb la barriada. Tot i que la masia forma part de la vida del veïnat del Coll, a Gràcia, actualment correspon al districte d'Horta-Guinardó.
Jubilada al 1980, es quedà a viure a Can Móra, però a partir d'aleshores l'associació de pares va passar a responsabilitzar-se de la gestió del centre, sota la direcció de Vicenta Verdú. Va morir el 1996.
Maria Mullerat, amb la seva feina incansable dedicada a atendre i normalitzar la vida de nenes i nens amb discapacitats intel·lectuals, i les de les seves famílies, va acabar capgirant el tractament de l'educació especial, que s'havia anomenat fins aleshores ensenyament d'anormals o de deficients, que normalment no es consideraven recuperables ni educables i rebien tractaments inútils i inhumans.

## Reconeixements
La Comissió del Nomenclàtor de Gràcia va proposar el nom de Maria Mullerat i Bassedas per a l'espai que queda per sobre de la confluència dels carrers de Jaume Cascalls,Tirso i Pere Llobet, uns jardins de 1.500 metres quadrats, al barri del Coll. El 10 de març de 2018 van ser inaugurats amb el nom de Plaça de Maria Mullerat.